# فلورا (لوئیزیانا)
فلورا (به انگلیسی: Flora) یک منطقهٔ مسکونی در ایالات متحده آمریکا است که در پریش ناچیتوکس، لوئیزیانا واقع شده‌است.